# Hagenmühle (Kitzingen)
Hagenmühle ist eine Einöde in der Gemarkung des Kitzinger Stadtteils Hohenfeld im unterfränkischen Landkreis Kitzingen.

## Geografische Lage
Die Hagenmühle liegt relativ zentral im Kitzinger Gemeindegebiet am Sickersbach. Im Norden erstreckt sich das Kitzinger Gewerbegebiet Marktbreiter Straße. Dort verläuft auch die Bundesstraße 8. Im Osten befindet sich der Kitzinger Stadtteil Siedlung, dessen Gebiet ist mit der Hagenmühle zusammengewachsen. Südöstlich liegt Sickershausen, ebenfalls ein Kitzinger Stadtteil. Der Südwesten wird von Hohenfeld eingenommen, das mit der Mühle über die Staatsstraße 2271 entlang des Mains verbunden ist. Kitzingen selbst liegt westlich der Mühle.

## Geschichte
Die Hagenmühle bestand wohl bereits im 14. Jahrhundert. Der Name, der wahrscheinlich auf den Beruf des Müllers verweist, kann heute keiner Person mehr eindeutig zugeordnet werden. Als erster Müller in Hohenfeld kann ein gewisser Dieterich identifiziert werden. Im Jahr 1347 wurde „Heinz Müller“ erwähnt. Es ist allerdings unklar, ob beide bereits auf der Hagenmühle saßen, denn diese wurde erst 1355 erstmals urkundlich als „Hagenmühl bei Kitzingen (...)“ erwähnt.
Die Mühle wurde wohl von ihren Herren an verschiedene Beständer verpachtet. So wurden 1425 Claus Müller aus Seligenstadt und Walther Rupp genannt. Die Pächter konnten die Mühle auch vererben. Grundherr der Hagenmühle war im Jahr 1425 das Spital Kitzingen. Der Spitalmeister Fritz Fleischmann übergab die Mühle für drei Jahre an die beiden Pächter. Im Jahr 1493 kaufte dann ein Müller Valentin die Anlage von Rupps Witwe Anna.
Im Jahr 1507 war der Hagenmüller verpflichtet, am Martinstag eine Sondersteuer an die Gemeinde Hohenfeld zu entrichten. Er hatte zuvor ein neues Vorhaus für seinen Betrieb errichtet. Im 16. Jahrhundert wechselten die Mühlbeständer recht häufig. So wurde zwischen 1521 und 1523 „Heinz Herdegen“ genannt. 1537 hatte Endres Reinhardt die Mühle inne, ehe um 1550 „Nikolaus Beck“ aus Kitzingen erwähnt wurde. Er wurde wahrscheinlich 1553 von Hans Appelmann aus Künsberg abgelöst.
Das ausgehende Mittelalter war für die Hagenmühle mit einigen Rechtsstreitigkeiten verbunden. So stritten die Beständer häufig mit den Inhabern der Galgenmühle weiter bachaufwärts, die zeitweise das Wasser stauten und den Betrieb der Hagenmühle unmöglich machten. Außerdem war die Mühle Gegenstand eines Markungsstreits aus dem Jahr 1561. Das Wohnhaus der Anlage lag in Hohenfelder Gemarkung, gehörte allerdings zum Bezirk des Kitzinger Gerichts.
Während der ersten Hälfte des 17. Jahrhunderts hatte die Familie Reinhardt die Mühle inne. Sie ließ auch die ältesten Teile der heute noch erhaltenen Gebäude errichten. So entstand im Jahr 1612 der Turm mit einem Allianzwappen, das an Hans Reinhardt und seine Frau Regina, geborene Bauer, erinnerte. Über Umwege gelangte die Mühle 1642 an Johann Krauß, der sie 1674 an die Gemeinde Hohenfeld verkaufte. Dort verblieb die Hagenmühle nur bis 1675, wurde allerdings renoviert.
Der Markungsstreit war inzwischen beigelegt, da sich die Gemeinde Hohenfeld und das Kitzinger Spital die Vogtei über die Mühle teilten. Bei einem Verkauf siegelten sowohl der Kastner des Markgrafen von Ansbach-Bayreuth als auch der Kitzinger Spitalmeister. In der ersten Hälfte des 18. Jahrhunderts war die Hagenmühle Teil der Vogtei Würzburg. Erst 1850 wurden die Grundlasten abgelöst und die Hagenmühle kam in private Hände. Die Mühle war noch im Jahr 1933 in Betrieb.

## Sehenswürdigkeiten
Die Gebäude der ehemaligen Hagenmühle wurden vom Bayerischen Landesamt für Denkmalpflege als Baudenkmal eingeordnet. Das Wohnhaus präsentiert sich als großer zweigeschossiger Bau mit zwei Flügeln, die rechteckig aufeinander treffen. Sie schließen mit einem Walm- und einem Satteldach ab. An die Häuser wurde 1612 ein polygonaler Turm angebaut. Oberhalb des Turmportals prangt ein Wappenstein mit dem Allianzwappen Reinhardt-Bauer, Weintrauben und Rechen. Alle Baulichkeiten stammen aus dem 16. und 17. Jahrhundert.
Noch 1933 bestand das Anwesen der Hagenmühle aus weiteren Gebäuden. So umstanden eine Scheune, eine Holzhalle, ein Kellerhaus, ein Hofraum und ein Sommergarten die Wohnhäuser. Die Mühle wurde mit drei Mahlgängen betrieben und hatte auch einen Hochwassergang. Neben der großen Getreidemühle richtete man 1878 eine Gipsmühle in der Hagenmühle ein. Sie wurde noch im 19. Jahrhundert abgerissen und 1893 durch eine Schneidmühle ersetzt. 1921 erhielt die Anlage einen Pferdemotor.